# Шамилов, Имамутдин Мухтарович
Имамутдин Мухтарович Шамилов (16 января 1969, Махачкала, Дагестанская АССР, РСФСР, СССР) — советский и российский спортсмен, специализируется по ушу.

## Спортивная карьера
В 1993 году стал чемпионом мира по ушу. В 1994 и в 1996 годах становился чемпионом Европы. После окончания спортивной карьеры работал вице-президентом некоммерческой организации «Благотворительный фонд имени А. И. Алиева».

## Спортивные достижения
- Чемпионат мира по ушу 1993 — ;
- Кубок России по ушу 1993 — ;
- Чемпионат Европы по ушу 1994 — ;
- Чемпионат Европы по ушу 1996 — ;

## Личная жизнь
В 1986 году окончил школу №24 в Махачкале.